# Kaczyniec (województwo pomorskie)
Kaczyniec (kaszb. Kaczińc) – osada kaszubska w Polsce położona w województwie pomorskim, w powiecie puckim, w gminie Puck. Osada wchodzi w skład sołectwa Mieroszyno. Na zachód od miejscowości znajduje się rezerwat przyrody Woskownica Bielawskiego Błota.
W latach 1975–1998 miejscowość administracyjnie należała do województwa gdańskiego.
Inne miejscowości o nazwie Kaczyniec: Kaczyniec